# Raymond Guilliod
 (mars 2024).
- Si vous ne connaissez pas le sujet, laissez ce bandeau (vous pouvez alors contacter les auteurs).
- Si vous supprimez le contenu mis en cause (vous pouvez préalablement contacter les auteurs),

argumentez précisément cette suppression dans la page de discussion
(un manque de référence n'est pas un argument ; une recherche réelle de référence doit avoir été effectuée, être formellement documentée).
 (avril 2020).
Si vous disposez d'ouvrages ou d'articles de référence ou si vous connaissez des sites web de qualité traitant du thème abordé ici, merci de compléter l'article en donnant les références utiles à sa vérifiabilité et en les liant à la section « Notes et références ».
Raymond Guilliod, né à Saint-Claude le 10 novembre 1919 et mort à Vieux-Habitants le 1er novembre 2005, est un homme politique français.

## Biographie
- Si vous ne connaissez pas le sujet, laissez ce bandeau (vous pouvez alors contacter les auteurs).
- Si vous supprimez le contenu mis en cause (vous pouvez préalablement contacter les auteurs),

argumentez précisément cette suppression dans la page de discussion
(un manque de référence n'est pas un argument ; une recherche réelle de référence doit avoir été effectuée, être formellement documentée).
Raymond Guilliod fréquente l'école communale de Saint-Claude jusqu’au certificat d’études primaires. Il entre au lycée Gerville-Réache en octobre 1933, puis suit ses classes de seconde première au lycée Carnot. Il revient au lycée Gerville-Réache où il obtient son baccalauréat en 1940.
Il fait son service militaire au fort Richepance (devenu par la suite Fort Delgrès) de février à septembre 1941.
D'octobre à novembre 1943, il enseigne à l'école de garçons de Capesterre-Belle-Eau et de novembre 1943 à juillet 1945, il est instituteur à l'école de garçons de Saint-Claude.
Nommé directeur de l'école primaire de Bouillante (école du Bourg) (1951), il s'installe dans le bourg avec son épouse et un bébé de six mois. La situation sanitaire à Bouillante est catastrophique, ce qui explique le faible taux de réussite scolaire. Les enseignants tombaient malades et n'étaient pas remplacés. Raymond Guillod est hospitalisé trois mois après sa nomination. Deux maladies sévissaient à Bouillante : le paludisme et le pian. Une grande partie du bourg était un vaste marécage où se reproduisaient les anophèles, moustiques qui véhiculent le paludisme. Le pian se propageait par les mouches « yen yen ». Pour soigner ce microbe, il fallait désinfecter les plaies et faire des piqûres de bismuth et d'acetylarsan. Il n'y avait ni médecin ni infirmière à Bouillante. Le docteur Elin Julan venait une fois par semaine et auscultait l'après-midi dans une petite salle de l’ancienne mairie. Il fut remplacé par la suite par le Docteur Cathala, médecin militaire. Mais cela était insuffisant. C'est ainsi que Raymond Guillod devint infirmier par nécessité et apprit à donner des piqûres et désinfecter les plaies, bénévolement, en plus de sa fonction de directeur d’école.
Par ailleurs, l'école fonctionnait très mal, avec pratiquement pas de réussite au Certificat d’études primaires (CEP) qui était alors l'examen de fin d’études du primaire, car les enseignants tombaient souvent malade du paludisme et devaient être hospitalisés. Ils n’étaient pratiquement pas remplacés, de sorte que les élèves se trouvaient souvent sans instituteur. Raymond Guillod réussit à obtenir très rapidement de nombreux lauréats au Certificat d’études primaires, et chaque année le nombre de lauréats augmentait, au point que cet examen, qui se déroulait à Pointe-Noire, avait la moitié des lauréats issue de l’École de Bouillante.
La Sécurité sociale s’installe en Guadeloupe en 1947. Les vieux travailleurs salariés eurent droit à une allocation vieillesse. Il fallait établir des dossiers pour bénéficier de ces allocations. Raymond Guillod devint écrivain public et remplit ces dossiers pour ces vieux travailleurs.

## Parcours politique

### Maire de Bouillante
- Si vous ne connaissez pas le sujet, laissez ce bandeau (vous pouvez alors contacter les auteurs).
- Si vous supprimez le contenu mis en cause (vous pouvez préalablement contacter les auteurs),

argumentez précisément cette suppression dans la page de discussion
(un manque de référence n'est pas un argument ; une recherche réelle de référence doit avoir été effectuée, être formellement documentée).
En 1951, pour les élections cantonales, une délégation vint le trouver pour être candidat. Il hésita craignant qu'on lui reproche de ne pas être bouillantais. Il accepta de se présenter et obtint au second tour le même nombre de voix (821 voix) que son adversaire Abel Racon qui fut élu au bénéfice de l’âge. En 1953 : élections municipales. Il fut élu au premier tour avec une majorité écrasante. En 1954, à la suite de la dissolution du Conseil Général, de nouvelles élections cantonales furent organisées. Il fut élu au premier tour à une large majorité. Maire de Bouillante, il s’attaqua aux nombreux problèmes de la commune.
Il acheva la construction de l'école de Pigeon, en panne depuis plusieurs années. Il entreprit la construction de l’école de Village, puis la construction du collège de Bouillante qui fut le premier collège de la Côte-sous-le-vent en 1958. Avant sa construction, les enfants devaient poursuivre leur scolarité à Basse-Terre ou à Pointe-à-Pitre. Plus tard, il fit construire l’école des Filles sur les terrains assainis du Bourg, puis l'école de Malendure et celle de Thomas. Des écoles maternelles furent aussi construites au Bourg, à Pigeon, à Village puis à Malendure. Un collège d’enseignement technique fut construit à Bouillante et en 1976, lors des événements de la Soufrière, il entreprit la construction de l’actuel collège d’enseignement secondaire.
Quand il arriva à Bouillante en 1945, la route qui longeait la Côte était en très mauvais état et s'arrêtait à Pigeon. Les chemins vicinaux furent modernisés et des chemins nouveaux créés. Le 19 mai 1959, il présenta le vœu de la construction de la Route de la Traversée qui fut adopté à l’unanimité par ses collègues du Conseil général. Cette route fut ouverte au public en 1965. Le réseau d’adduction d’eau fut réalisé d’abord dans le Bourg, puis à Pigeon pour arriver jusqu’à Monchy. Il fit arriver l’eau à Village le 28 octobre 1961 en captant l'eau de la Ravine aux femmes. Il faut savoir qu’auparavant, la population de Village allait chercher l’eau dans la Vallée de Beaugendre. Les maisons du bourg étaient illuminées grâce à un groupe électrogène fonctionnant de 18 h à 22 h sur un réseau en très mauvais état. Le réseau fut rapidement modernisé dès sa première mandature.
Les marécages du Bourg furent comblés, mettant fin au foyer de reproduction des anophèles, vecteur du paludisme. Puis, il fit assainir les marais de Galet Malendure.
En 1969, il inaugura la nouvelle mairie ainsi que le sanatorium qui devint par la suite l’hôpital Maurice-Selbonne.

### Député de Guadeloupe
En 1973, il est élu député de la Guadeloupe et réélu en 1978. Il est Premier secrétaire de l'Assemblée nationale sous la Présidence de Jacques Chaban-Delmas et celle d'Edgar Faure. De nombreuses prestations sociales étaient servies dans l’hexagone et pas dans les DOM-TOM, il obtint l’extension de l’allocation pour le logement, de l’allocation pour les adultes handicapés et de l’allocation pour les femmes seules. Il obtint aussi des crédits pour l’irrigation de Vieux-Habitants. À la suite de son action le FACER (Fonds d’amortissement des charges pour l'électrification rurale) fut étendu aux DOM-TOM, moyennant un faible prélèvement sur nos factures EDF.
En 1982, il ne se représenta pas aux élections cantonales. En 1983, il se retira de la vie politique. Il prend sa retraite dans sa maison, l'Habitation Loiseau, une ancienne caféière, située sur les rives de la Grande Rivière des Vieux-Habitants.

## Distinctions
- Ordre national du Mérite
- Chevalier de la Légion d'honneur, 2003[6]

## Hommage
Le stade municipal de Bouillante porte son nom, Stade Municipal Raymond Guilliod.